# Karkamışdam
De Karkamışdam is een stuwdam in de Eufraat in Turkije 4,5 kilometer van de grens met Syrië, gebouwd in de periode 1996-1999. Het is een van de 22 stuwdammen in het Zuidoost-Anatolië-project. Het bijbehorende stuwmeer, het Karkamışstuwmeer, heeft een opslagcapaciteit van 157 miljoen m3.

## Technische Gegevens
- Capaciteit waterkrachtcentrale: 189 MW
- Productie waterkrachtcentrale: 0,6525 miljard kWh per jaar